# Polygonum bellardii
Polygonum bellardii là một loài thực vật có hoa trong họ Rau răm. Loài này được All. miêu tả khoa học đầu tiên năm 1785.